# Корсаковский район (Орловская область)
Корса́ковский район — административно-территориальная единица (район) и муниципальное образование (муниципальный район) в Орловской области России.
Административный центр — село Корсаково.

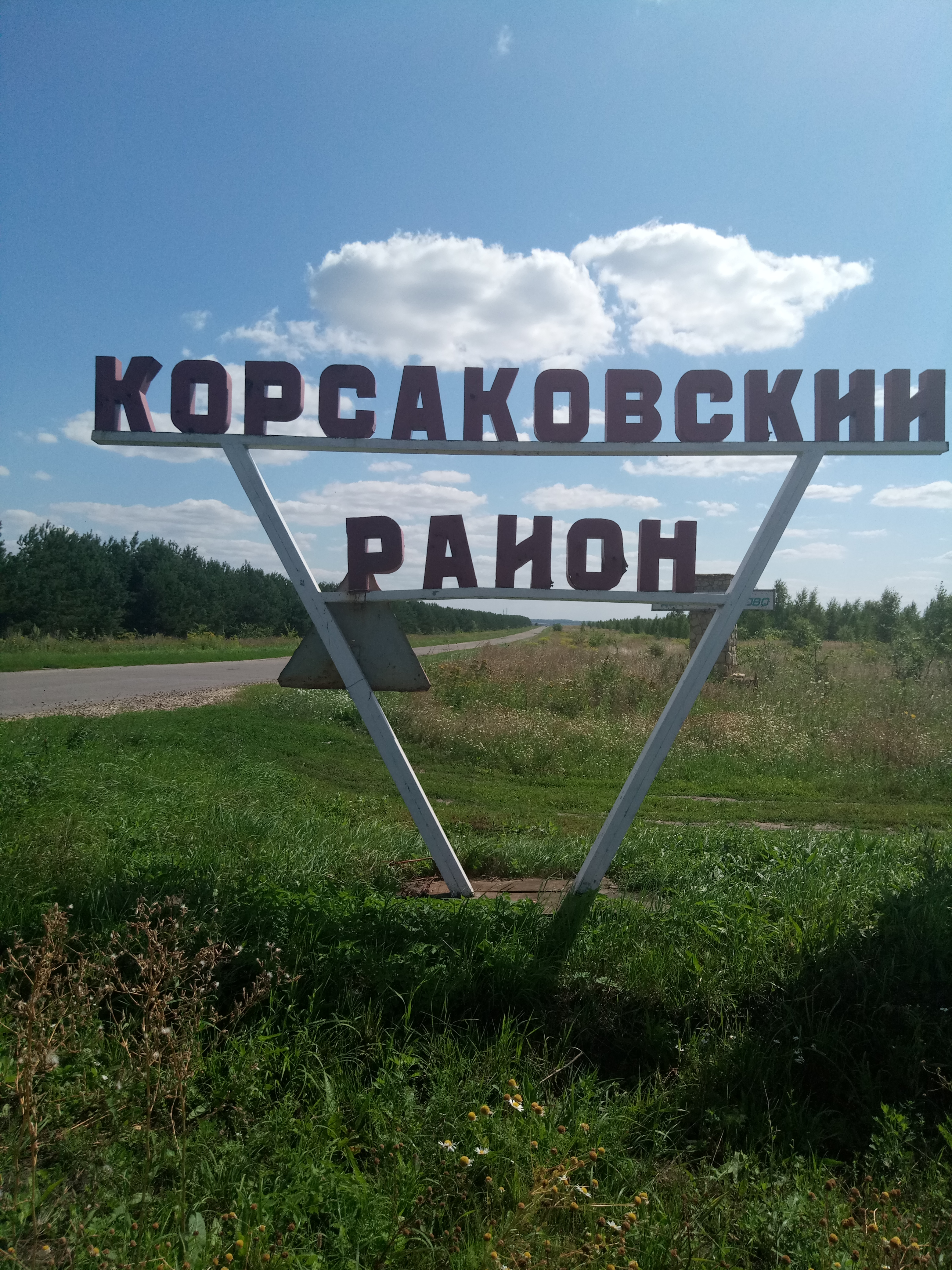
стела на границе с Чернским районом

## География
Корсаковский район находится на северо-восточной окраине Орловской области. Площадь 690,9 км², наибольшая протяжённость с севера на юг — 47 км, с запада на восток — 82 км. На севере и востоке граничит с Тульской областью (Чернский район), на западе с
Мценским районом, на юге — с Новосильским районом.
Основные реки — Зуша, Раковка, Грязная, Филинка

## История
Первые городища вятичей на территории района относятся к XI—XIII вв., расположены у села Спасское на левом берегу Зуши. До 1245 года земли нынешнего района входили в Черниговское княжество, после его распада отошли к Глухово-Новосильскому княжеству. С середины и до конца XV века оно было под властью Литовско-Польского государства, после чего вошло в состав Российского государства.
В 1719 году территория современного Корсаковского района находилась в составе Новосильского уезда Орловской провинции Киевской губернии, в 1727 году — Белгородской губернии. В 1777 году он был причислен к Тульскому местничеству.
В конце 1929 года в Корсаковской волости было 17 сельских Советов, 139 населённых пунктов, 5193 хозяйства. Численность населения в 1926 году составляло 28 529 человек.
- В 1925 году Новосильский уезд Тульской губернии был передан в состав Орловской губернии.
- Корсаковский район образован в 30 июля 1928 года в составе Орловского округа Центрально-Чернозёмной области.
- 25 сентября 1930 года район был упразднён, его территория вошла в состав Новосильского района.
- 18 января 1935 года Корсаковский район был восстановлен уже в составе Курской области.
- 27 сентября 1937 года район вошёл в состав вновь образованной Орловской области.
- С 15 ноября по 25 декабря 1941 года район был оккупирован Третьим Рейхом. За время войны число жителей района уменьшилось на 4 тысячи человек. На территории района после войны осталось 8 братских захоронений советских солдат.
- 9 февраля 1963 года район был вновь ликвидирован, его территория вошла в состав Мценского сельского района.
- 2 августа 1989 года Корсаковский район был второй раз восстановлен за счёт разукрупнения Новосильского района[4].
- С 1 января 2006 года район получил статус муниципального района, включившего 7 муниципальных образований.

## Население
| 1959   | 2002  | 2009  | 2010  | 2012  | 2013  | 2014  | 2015  | 2016  |
| ------ | ----- | ----- | ----- | ----- | ----- | ----- | ----- | ----- |
| 12 570 | ↘5586 | ↘5233 | ↘4798 | ↘4693 | ↘4569 | ↘4489 | ↘4377 | ↘4258 |
| 2017   | 2018  | 2019  | 2020  | 2021  | 2023  |       |       |       |
| ↘4181  | ↘4104 | ↘3990 | ↘3949 | ↘3869 | ↘3814 |       |       |       |

### Национальный состав
По итогам переписи населения 2020 года проживали следующие национальности (национальности менее 0,1 % и другое, см. в сноске к строке «Другие»):
| Национальность | Численность, чел. | Доля     |
| -------------- | ----------------- | -------- |
| Русские        | 3040              | 78,57 %  |
| Турки          | 82                | 2,12 %   |
| Украинцы       | 35                | 0,90 %   |
| Таджики        | 30                | 0,78 %   |
| Агулы          | 27                | 0,70 %   |
| Армяне         | 23                | 0,59 %   |
| Аварцы         | 20                | 0,52 %   |
| Татары         | 18                | 0,47 %   |
| Даргинцы       | 14                | 0,36 %   |
| Узбеки         | 14                | 0,36 %   |
| Азербайджанцы  | 13                | 0,34 %   |
| Лезгины        | 13                | 0,34 %   |
| Белорусы       | 11                | 0,28 %   |
| Табасараны     | 9                 | 0,23 %   |
| Чеченцы        | 8                 | 0,21 %   |
| Молдаване      | 8                 | 0,21 %   |
| Кумыки         | 8                 | 0,21 %   |
| Ингуши         | 8                 | 0,21 %   |
| Другие         | 488               | 12,60 %  |
| Итого          | 3869              | 100,00 % |

## Административно-муниципальное устройство
Корсаковский район в рамках административно-территориального устройства включает 7 сельсоветов.
В рамках организации местного самоуправления на территории района созданы 7 муниципальных образований со статусом сельских поселений:
| № | Муниципальное образование           | Административный центр     | Количество населённых пунктов | Население (чел.) | Площадь (км²) |
| - | ----------------------------------- | -------------------------- | ----------------------------- | ---------------- | ------------- |
| 1 | Гагаринское сельское поселение      | деревня Мельничная Слобода | 10                            | ↘308             | 80,34         |
| 2 | Корсаковское сельское поселение     | село Корсаково             | 12                            | ↘1321            | 63,39         |
| 3 | Марьинское сельское поселение       | деревня Большие Озёрки     | 13                            | ↘355             | 138,49        |
| 4 | Нечаевское сельское поселение       | деревня Нечаево            | 8                             | ↘528             | 118,67        |
| 5 | Новомихайловское сельское поселение | село Новомихайловка        | 6                             | ↗220             | 68,32         |
| 6 | Парамоновское сельское поселение    | деревня Парамоново         | 9                             | ↘565             | 97,38         |
| 7 | Спешневское сельское поселение      | село Спешнёво              | 14                            | ↘517             | 124,28        |

## Населённые пункты
В Корсаковском районе 72 населённых пункта.
| №  | Населённый пункт   | Тип     | Население | Муниципальное образование           |
| -- | ------------------ | ------- | --------- | ----------------------------------- |
| 1  | Александров        | посёлок | 16        | Спешнёвское сельское поселение      |
| 2  | Александровка      | деревня | ↘6        | Корсаковское сельское поселение     |
| 3  | Александровка      | деревня | ↘30       | Новомихайловское сельское поселение |
| 4  | Бардуковка         | деревня | ↘0        | Марьинское сельское поселение       |
| 5  | Бибиково           | деревня | ↘27       | Гагаринское сельское поселение      |
| 6  | Большие Озёрки     | деревня | ↘317      | Марьинское сельское поселение       |
| 7  | Брандровка         | деревня | 6         | Марьинское сельское поселение       |
| 8  | Бредихино          | село    | ↘40       | Парамоновское сельское поселение    |
| 9  | Васильчиков        | посёлок | 25        | Новомихайловское сельское поселение |
| 10 | Верхний Рог        | деревня | ↘4        | Гагаринское сельское поселение      |
| 11 | Вознесенское       | село    | ↘7        | Спешнёвское сельское поселение      |
| 12 | Войново            | село    | ↘36       | Спешнёвское сельское поселение      |
| 13 | Воскресеновка      | деревня | ↘9        | Корсаковское сельское поселение     |
| 14 | Гагаринский Хутор  | деревня | ↘25       | Гагаринское сельское поселение      |
| 15 | Георгиевский       | посёлок | 0         | Новомихайловское сельское поселение |
| 16 | Глинище            | посёлок | 5         | Спешнёвское сельское поселение      |
| 17 | Глотово            | деревня | 10        | Спешнёвское сельское поселение      |
| 18 | Головкино          | деревня | ↘42       | Гагаринское сельское поселение      |
| 19 | Голянка            | деревня | 65        | Спешнёвское сельское поселение      |
| 20 | Гринёв             | посёлок |           | Спешнёвское сельское поселение      |
| 21 | Грунец             | деревня | ↘1        | Новомихайловское сельское поселение |
| 22 | Гусев              | посёлок | 0         | Парамоновское сельское поселение    |
| 23 | Данилово           | деревня | 31        | Нечаевское сельское поселение       |
| 24 | Заверхская Слобода | деревня | 69        | Гагаринское сельское поселение      |
| 25 | Залесная           | деревня | 0         | Марьинское сельское поселение       |
| 26 | Заречье            | деревня | ↘108      | Корсаковское сельское поселение     |
| 27 | Казаченка          | деревня | 1         | Корсаковское сельское поселение     |
| 28 | Киселёво           | деревня | ↘0        | Нечаевское сельское поселение       |
| 29 | Козлово            | деревня | ↘35       | Гагаринское сельское поселение      |
| 30 | Корсаково          | село    | ↘1452     | Корсаковское сельское поселение     |
| 31 | Коты               | деревня | ↘0        | Марьинское сельское поселение       |
| 32 | Красная Горка      | деревня | 6         | Корсаковское сельское поселение     |
| 33 | Красная Дубрава    | деревня | ↘20       | Нечаевское сельское поселение       |
| 34 | Красное Корсаково  | деревня | ↘4        | Гагаринское сельское поселение      |
| 35 | Краснокорсаковский | посёлок | 0         | Гагаринское сельское поселение      |
| 36 | Крахмальный        | посёлок | ↗97       | Корсаковское сельское поселение     |
| 37 | Лебедёвка          | деревня | ↘0        | Марьинское сельское поселение       |
| 38 | Лутовиново         | деревня | ↘1        | Парамоновское сельское поселение    |
| 39 | Малая Авдеевка     | деревня | 1         | Парамоновское сельское поселение    |
| 40 | Малиново-Заречье   | деревня | ↘33       | Парамоновское сельское поселение    |
| 41 | Малиново-Нагорное  | деревня | ↘48       | Парамоновское сельское поселение    |
| 42 | Малое Тёплое       | деревня | ↘64       | Спешнёвское сельское поселение      |
| 43 | Малые Озёрки       | деревня | ↘7        | Марьинское сельское поселение       |
| 44 | Мельничная Слобода | деревня | ↗211      | Гагаринское сельское поселение      |
| 45 | Нечаево            | деревня | ↘549      | Нечаевское сельское поселение       |
| 46 | Новомалиново       | деревня | ↘279      | Парамоновское сельское поселение    |
| 47 | Новомихайловка     | село    | ↘251      | Новомихайловское сельское поселение |
| 48 | Новопетровский     | посёлок | 43        | Гагаринское сельское поселение      |
| 49 | Ново-Сергеевка     | деревня | 9         | Корсаковское сельское поселение     |
| 50 | Образцово          | деревня | ↘9        | Спешнёвское сельское поселение      |
| 51 | Панарино           | деревня | 12        | Спешнёвское сельское поселение      |
| 52 | Парамоново         | деревня | ↗202      | Парамоновское сельское поселение    |
| 53 | Петрово            | деревня | ↘22       | Корсаковское сельское поселение     |
| 54 | Петропавловский    | посёлок | 0         | Новомихайловское сельское поселение |
| 55 | Ползиково          | деревня | ↘14       | Корсаковское сельское поселение     |
| 56 | Прудки             | деревня | ↘18       | Нечаевское сельское поселение       |
| 57 | Решетово           | деревня | 4         | Спешнёвское сельское поселение      |
| 58 | Савинково          | деревня | ↘40       | Корсаковское сельское поселение     |
| 59 | Софийские Выселки  | деревня | ↗121      | Парамоновское сельское поселение    |
| 60 | Спасское           | село    | ↘0        | Нечаевское сельское поселение       |
| 61 | Спешнёво           | село    | ↘113      | Спешнёвское сельское поселение      |
| 62 | Страховка          | деревня | ↘77       | Марьинское сельское поселение       |
| 63 | Ульяновка          | деревня | 6         | Марьинское сельское поселение       |
| 64 | Успеновка          | деревня | ↘39       | Марьинское сельское поселение       |
| 65 | Фёдоровка          | деревня | 0         | Марьинское сельское поселение       |
| 66 | Харлеевка          | деревня | 1         | Корсаковское сельское поселение     |
| 67 | Хохловка           | посёлок | ↘95       | Спешнёвское сельское поселение      |
| 68 | Шамов              | посёлок | 4         | Спешнёвское сельское поселение      |
| 69 | Шелепинка          | деревня | 21        | Марьинское сельское поселение       |
| 70 | Шестаковка         | деревня | 0         | Марьинское сельское поселение       |
| 71 | Языково            | деревня | ↘0        | Нечаевское сельское поселение       |
| 72 | Яршево             | деревня | 5         | Нечаевское сельское поселение       |

Упразднённые населённые пункты:
- 2004 год — поселки Вязовский и Новостепной Гагаринского сельсовета, поселок Бакша Корсаковского сельсовета, деревни Рунцово, Селезнёвка, Воробьёвка, Дадымовка и Малая Раковка Нечаевского сельсовета, деревня Бутырки Новомихайловского сельсовета, деревни Княгинка и Грачёвка Марьинского сельсовета[25].

## Экономика
Корсаковский район не имеет промышленного потенциала, это типичный аграрный район. Выращиваются зерновые, картофель, овощи, технические (подсолнечник, горчица) и кормовые культуры.

## Инфраструктура
В районе есть 5 средних общеобразовательных школ, 6 детсадов, 10 учреждений культурно-досугового типа. В каждом сельском поселении (их 9) имеется ФАП.
По состоянию на 2013 год обеспеченность коммунальными услугами в районе:
- к сетевому газоснабжению подключены 44 из 71 населённого пункта (59,6 % жилищного фонда);
- к водопроводным сетям подключено 64 % площади жилищного фонда, ещё 35 % пользуются услугами уличной водопроводной сети (водоразборными колонками), 1 % получают воду из колодцев, при этом износ сети водоводов достигает 90 %;
- к централизованной канализации подключено 23,81 % площади жилфонда.

## Церкви
| Населённый пункт | Название церкви                                     | Время постройки | Современное состояние                |
| ---------------- | --------------------------------------------------- | --------------- | ------------------------------------ |
| Бредихино        | Никольская церковь                                  | 1791—1796       | реставрация                          |
| Вознесенское     | Вознесенская церковь                                | XIX век         | не используется, аварийное состояние |
| Войново          | Спасская церковь                                    | 1766—1769       | не используется, аварийное состояние |
| Воскресеновка    | «Во имя иконы Божьей Матери Всех скорбящих радость» | 1796—1805       | скит мужского монастыря              |
| Киселёво         | Церковь Богоявления                                 | 1764            | не используется, аварийное состояние |
| Новомихайловка   | Церковь Михаила Архангела                           | 1831            | не используется, аварийное состояние |
| Спасское         | Спасская церковь                                    | 1740            | не используется, аварийное состояние |
| Спешнево         | Церковь Иоанна Богослова                            | 1824            | не используется, аварийное состояние |
| Корсаково        | Церковь Покрова Божией Матери                       | 2017 (освящена) | Действующая                          |